# Symphonie no 6 de Nielsen
« Sinfonia Simplice »
Pour les articles homonymes, voir Symphonie no 6.
La Symphonie no 6 « Sinfonia Simplice » est la dernière symphonie, écrite par Carl Nielsen entre 1924 et 1925 (soit près de quatre ans après sa cinquième symphonie).

## Historique
Le compositeur atteint sa sixième décennie, diminué par des problèmes cardiaques.
Son écriture dure un peu plus d'un an et s'achève le 5 décembre 1925, obligeant à décaler de quelques jours la première qui était prévue peu avant. Elle a lieu le 11 décembre 1925 sous la direction de Nielsen, à Copenhague. L'accueil fut très froid, contrairement à celui de ses précédentes œuvres, celle-ci choquant probablement par son orchestration parfois minimaliste faisant la part belle aux percussions et aux vents (humoreske), ses accents atonaux ou sa rythmique contemporaine. Elle est qualifiée de « musique pure » par le musicien qui l'oppose ainsi à ses précédentes symphonies. La partition en a été corrigée par son gendre Emil Telmanyi, parfois de manière importante, celui-ci ne se contentant pas seulement d'apposer des indications d'exécution.
Son titre « Sinfonia Simplice » a été choisi par Nielsen « en raison de la recherche d'une simplicité maximale. J'ai écrit la partition sur la base du caractère de chaque instrument, tentant de les décrire comme des individualités indépendantes », dit-il lors d'une interview.

## Structure
Elle comporte quatre mouvements et son exécution demande environ un peu plus d'une demi-heure.
- Tempo giusto
- Humoreske, allegretto
- Proposta seria, adagio
- Thème et variations